# Ana Hueso
Ana Dolores Hueso Pérez (Chilluévar, Jaén, 30 de julio de 1959) es una archivera e historiadora española. Exdirectora del Archivo Municipal de Pamplona (2011-2023) y socia fundadora de la Asociación de Archiveros de Navarra donde fue vicepresidenta durante cuatro años.

## Biografía

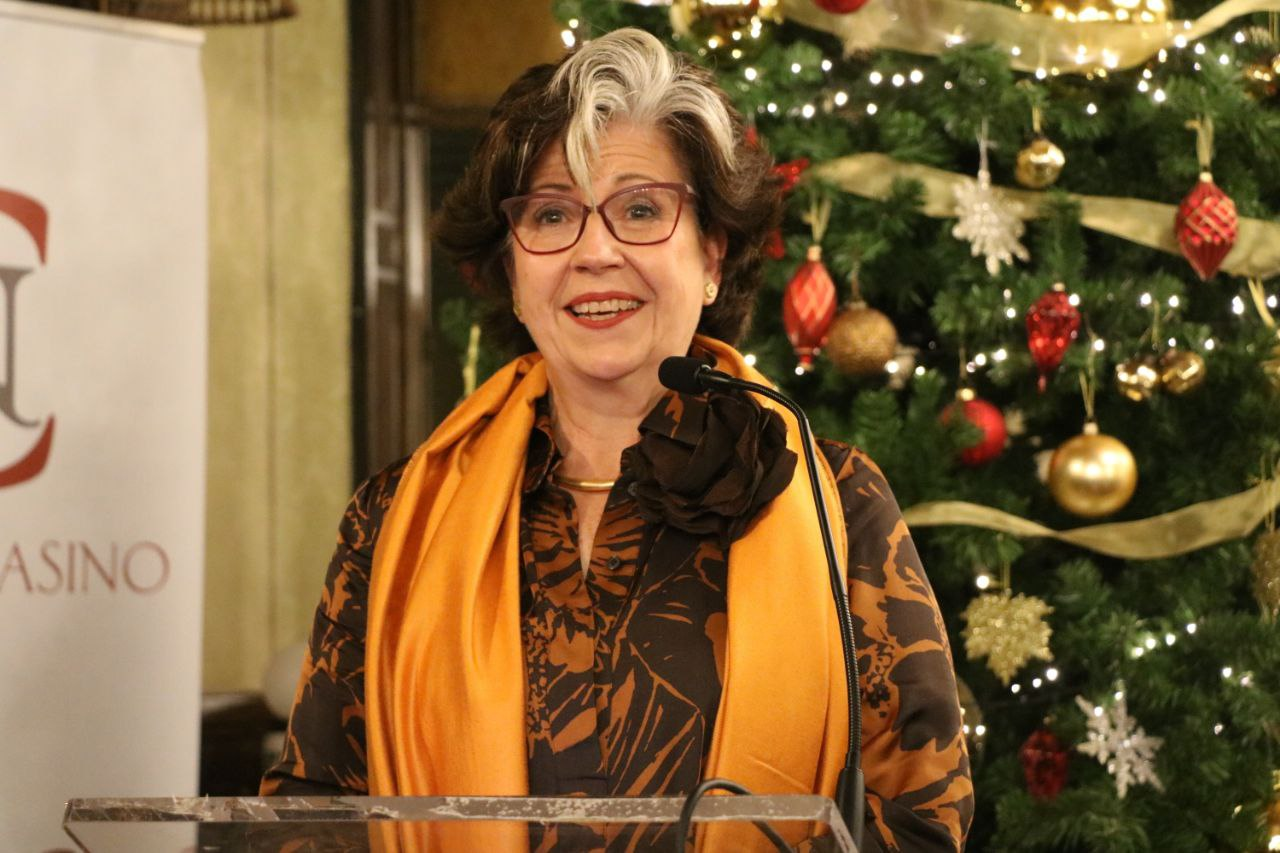
Ana Hueso Pérez agradeciendo el "Premio Cadenas de Navarra" en su edición 2023

Ana Hueso nació en la localidad jienense de Chilluevar, en la sierra de Cazorla (1959). Se licenció en Geografía e Historia, sección de Historia, en la Universidad de Sevilla. En 1984 se trasladó junto con su marido —ingeniero de robótica de la automoción— a Pamplona, donde reside desde entonces. En 1988 sacó plaza de funcionaria en el Archivo Municipal de Pamplona, donde llegó a ser directora (2011-2023). En el Archivo, comenzó la organización del archivo de urbanismo y la fototeca; posteriormente puso la hemeroteca y la fototeca a disposición de cualquier usuario que quiera consultar sus fondos a través de la web junto con el Fondo Pablo Sarasate, parte del legado del compositor a su ciudad natal. La fototeca ha recibido una media de 250 000 consultas al mes.
En 2019, junto con Mercedes Chocarro, concluyeron la catalogación de todos los documentos medievales. Durante este trabajo descubrieron los archivos de cada uno de los burgos antes del Privilegio de la Unión. El proyecto culminó con una exposición que fue la base para la muestra de los 600 años del Privilegio de la Unión. En 2019 también se realizó un proyecto de conservación de los objetos de valor histórico y artístico. Se construyó una cámara de humectación, se limpiaron e hidrataron todos los documentos y se instalaron en cajas de conservación individuales.
Su inquietud asociativa le ha llevado a ser nombrada presidenta de la Asociación de Amigos de los Órganos de Navarra, vicepresidenta de la Asociación de Archiveros de Navarra y miembro de la Asociación del Camino de Santiago en Navarra, entre otras entidades. 

## Publicaciones
Ha sido autora de varias monografías y colaboraciones como:
- 2000: Cuadro de clasificación para los archivos municipales y concejiles de Navarra. Ayuntamiento de Pamplona, ISBN 84-235-1976-7 junto con varios autores más.[7]

- 2011: Fotógrafos y fotografías en el legado de Pablo Sarasate a la ciudad de Pamplona; junto con José Luis Molins Mugueta y dentro de los Cuadernos de la Cátedra de Patrimonio y Arte Navarro de la Universidad de Navarra.[8]
- 2011: Pamplona y San Cernin 1611- 2011: IV centenario del voto de la ciudad. Catálogo de la exposición celebrada en el Civivox Condestable entre el 28 de noviembre de 2011 y el 3 de marzo de 2012. ISBN 978-84-95930-56-9[9]
- 2023: 1423: El Privilegio de la Unión. Un año, una ciudad, un reino. Obra colectiva donde se desempeñó en labores de coordinación editorial además de su aportación, junto a Mercedes Chocarro Huesa sobre "El Alcalde en el Privilegio de la Unión (1423-1841)".[10]
- 2023: La construcción de la casa consistorial de Pamplona, Proyectos para la traída de aguas a Pamplona y Proyectos de Luis Paret para las fuentes de Pamplona en "El dibujo en el proceso creativo de las artes. Trazas y diseños navarros. 1500-1800" coordinado por Ricardo Fernández Gracia. Pamplona, Servicios de Publicaciones de la Universidad de Navarra junto a la Fundación Fuentes Dutor y la Fundación Gondra Barandiarán. ISBN 978-84-8081-783-7

## Premios y distinciones
- Premio Cadenas de Navarra, otorgado por la Asociación Cultural Doble12 (2023). En reconocimiento a su trayectoria profesional, discreta y continuada, que culminó con su intensa colaboración en los actos del VI centenario del Privilegio de la Unión.[3][11][12]